# Meñakoz
Vista aérea da praia
A praia Meñakoz situada no município biscainho de Barrica, País Basco (Espanha), é uma praia com areia e rochas. Nesta praia pratica-se muito surf. É uma praia nudista.

## Área
- Maré baixa: 24.000 m²
- Maré alta: 12.000 m²